# Mercheașa
Mercheașa – wieś w Rumunii, w okręgu Braszów, w gminie Homorod. W 2011 roku liczyła 502 mieszkańców.